# سیارک ۸۷۸۵
سیارک ۸۷۸۵ (به انگلیسی: 8785 Boltwood، نامگذاری:1978RR1) هشت هزار و هفتصد و هشتاد و پنجمین سیارک کشف شده‌است که در ۵ سپتامبر ۱۹۷۸ کشف شد.
قدر مطلق سیارک برابر ۱۵٫۰۰ است.